# Bowling-Green-Plateau
Das Bowling-Green-Plateau ist eine vereiste, kleine und dennoch markante Hochebene in der antarktischen Ross Dependency. Das Plateau liegt an der Nordseite der Brown Hills in den Cook Mountains.
Teilnehmer der von 1962 bis 1963 dauernden Kampagne im Rahmen der neuseeländischen Victoria University of Wellington Antarctic Expeditions nahmen eine Kartierung vor. Namensgeber ist die Bowling Green State University in Ohio, Alma Mater des stellvertretenden Expeditionsleiters Charles C. Rich (* 1922).